# ヤン・ゴリアン

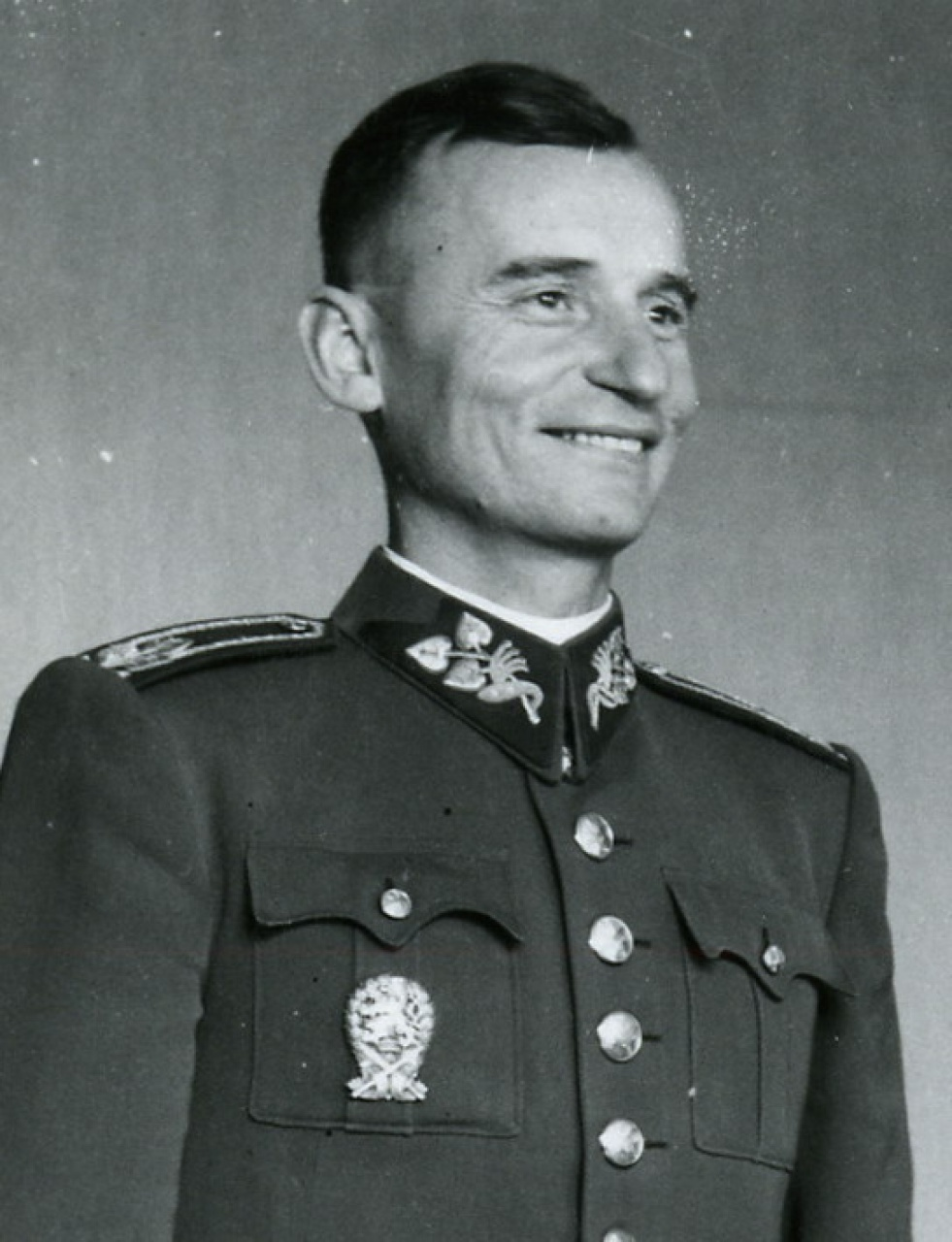
ヤン・ゴリアン

ヤン・ゴリアン（Ján Golian, 1906年1月26日 - 1945年）は、スロバキアの軍人。スロバキア民衆蜂起の指導者の1人。

## 略歴
ハンガリーのドムボワル出身。チェコスロバキア軍に入隊するものの、1939年にナチスによってチェコスロバキアが解体。同時にスロバキア独立国が建国されると、スロバキア軍将校となる。この間、1943年から1944年にかけて機動師団参謀長として東部戦線に出征。スロバキア人部隊を率いてソビエト連邦と戦い、帰還後にはスロバキア軍参謀総長に任命される。
表面的にはナチスの傀儡のように振る舞ったが、その一方でエドヴァルド・ベネシュ率いるロンドン亡命政府と密かに接触。1944年8月29日にスロバキア民衆蜂起が勃発すると蜂起軍総司令官となるものの（ただし、同年9月7日に亡命先から帰国したルドルフ・ヴィエスト中将に総司令官職を譲り、副司令官）、蜂起を起こすもドイツ軍により鎮圧。同年11月3日には逮捕され、収容先のフロッセンベルク強制収容所にて処刑が実行された。